# 1920–1921-es svájci labdarúgó-bajnokság (első osztály)
Az 1920–1921-es Swiss Serie A volt a 24. alkalommal megrendezett, legmagasabb szintű labdarúgó-bajnokság Svájcban.
A címvédő a Young Boys volt. A szezont a Grasshoppers csapata nyerte, a bajnokság történetében ötödjére.

## Keleti csoport
| Hely. | Csapat               | M  | Gy | D | V  | G+ | G– | Gk  | P  | Továbbjutás vagy kiesés |
| ----- | -------------------- | -- | -- | - | -- | -- | -- | --- | -- | ----------------------- |
| 1.    | Grasshoppers         | 14 | 10 | 2 | 2  | 32 | 16 | +16 | 22 | Továbbjutó              |
| 2.    | Winterthur           | 14 | 8  | 2 | 4  | 35 | 25 | +10 | 18 |                         |
| 3.    | Zürich               | 14 | 8  | 1 | 5  | 31 | 24 | +7  | 17 |                         |
| 4.    | Blue Stars Zürich    | 14 | 7  | 2 | 5  | 23 | 27 | −4  | 16 |                         |
| 5.    | St. Gallen           | 14 | 6  | 2 | 6  | 37 | 21 | +16 | 14 |                         |
| 6.    | Neumünster Zürich    | 14 | 3  | 6 | 5  | 21 | 30 | −9  | 12 |                         |
| 7.    | Young Fellows Zürich | 14 | 4  | 1 | 9  | 23 | 41 | −18 | 9  |                         |
| 8.    | Brühl                | 14 | 1  | 2 | 11 | 17 | 35 | −18 | 4  |                         |

## Központi csoport
| Hely. | Csapat          | M  | Gy | D | V  | G+ | G– | Gk  | P  | Továbbjutás vagy kiesés |
| ----- | --------------- | -- | -- | - | -- | -- | -- | --- | -- | ----------------------- |
| 1.    | Young Boys      | 15 | 9  | 4 | 2  | 30 | 15 | +15 | 22 | Továbbjutó              |
| 2.    | Old Boys        | 15 | 9  | 2 | 4  | 32 | 22 | +10 | 20 |                         |
| 3.    | Biel            | 14 | 7  | 5 | 2  | 26 | 12 | +14 | 19 |                         |
| 4.    | Nordstern Basel | 14 | 6  | 4 | 4  | 23 | 17 | +6  | 16 |                         |
| 5.    | Bern            | 14 | 5  | 3 | 6  | 26 | 30 | −4  | 13 |                         |
| 6.    | Aarau           | 14 | 3  | 6 | 5  | 13 | 20 | −7  | 12 |                         |
| 7.    | Basel           | 15 | 3  | 2 | 10 | 20 | 29 | −9  | 8  |                         |
| 8.    | Luzern          | 15 | 2  | 2 | 11 | 17 | 42 | −25 | 6  |                         |

## Nyugati csoport
| Hely. | Csapat                   | M  | Gy | D | V  | G+ | G– | Gk  | P  | Továbbjutás vagy kiesés |
| ----- | ------------------------ | -- | -- | - | -- | -- | -- | --- | -- | ----------------------- |
| 1.    | Servette                 | 14 | 9  | 3 | 2  | 31 | 11 | +20 | 21 | Továbbjutó              |
| 2.    | Cantonal Neuchâtel       | 14 | 8  | 2 | 4  | 29 | 16 | +13 | 18 |                         |
| 3.    | La Chaux-de-Fonds        | 14 | 7  | 3 | 4  | 26 | 18 | +8  | 17 |                         |
| 4.    | Etoile La Chaux-de-Fonds | 14 | 7  | 3 | 4  | 20 | 17 | +3  | 17 |                         |
| 5.    | Fribourg                 | 14 | 3  | 6 | 5  | 16 | 21 | −5  | 12 |                         |
| 6.    | Lausanne Sports          | 14 | 2  | 7 | 5  | 21 | 30 | −9  | 11 |                         |
| 7.    | Genf                     | 14 | 3  | 5 | 6  | 14 | 21 | −7  | 11 |                         |
| 8.    | Montreux Sports          | 14 | 2  | 1 | 11 | 16 | 39 | −23 | 5  |                         |

## Döntő
| 1. csapat    | Eredmény | 2. csapat  |
| ------------ | -------- | ---------- |
| Grasshoppers | 5:0      | Servette   |
| Young Boys   | 3:1      | Servette   |
| Grasshoppers | 3:1      | Young Boys |

| Hely. | Csapat       | M | Gy | D | V | G+ | G– | Gk | P | Továbbjutás vagy kiesés |
| ----- | ------------ | - | -- | - | - | -- | -- | -- | - | ----------------------- |
| 1.    | Grasshoppers | 2 | 2  | 0 | 0 | 8  | 1  | +7 | 4 | Bajnok                  |
| 2.    | Young Boys   | 2 | 1  | 0 | 1 | 4  | 4  | 0  | 2 |                         |
| 3.    | Servette     | 2 | 0  | 0 | 2 | 1  | 8  | −7 | 0 |                         |